# Bregmaceros pseudolanceolatus
Bregmaceros pseudolanceolatus är en fiskart som beskrevs av Torii, Javonillo och Ozawa 2004. Bregmaceros pseudolanceolatus ingår i släktet Bregmaceros och familjen Bregmacerotidae. Inga underarter finns listade.